# Paradisier royal
Cicinnurus regius
Genre
Espèce
Statut de conservation UICN

 LC  : Préoccupation mineure
Statut CITES
Le Paradisier royal (Cicinnurus regius) est une espèce de passereaux de la famille des paradiséidés, la famille des paradisiers, l'unique représentante du genre Cicinnurus.

## Distribution
Cet oiseau est répandu en Nouvelle-Guinée (sauf dans le sud, les monts Arfak et la cordillère centrale).

## Sous-espèces
- C. r. regius (Linné, 1758) — péninsule de Doberai, îles Misool et Salawati, îles Aru et sud de la Nouvelle-Guinée (jusqu’à la baie de Milne).
- C. r. coccineifrons Rothschild, 1896 — île Yapen et nord de la Nouvelle-Guinée (de la baie de Geelvink au fleuve Ramu).

## Historique, tradition
Il s’agit du plus petit paradisier mais sa grande beauté avait déjà été évoquée en 1522 à Séville quand les compagnons de Magellan rapportèrent deux spécimens. Des illustrations de cet oiseau circulaient en Europe dans les années 1600 et portaient l’inscription rex avium paradisearum, le roi des oiseaux de paradis. Les indigènes, quant à eux, lui donnent depuis fort longtemps le nom de Manucodiata qui signifie « petit Oiseau des dieux ». En effet, dans les îles Moluques, ce paradisier fait l’objet d’un véritable culte. Les chefs ne partaient pas en guerre sans emporter sa dépouille car ils la considéraient comme un talisman les rendant invulnérables. Le naturaliste suisse Conrad Gesner reprit ce nom de Manucodiata quand il décrivit cet oiseau au XVIe siècle. Linné avait gardé cette évocation royale par l’attribution du terme regius. Mais la plus belle et la plus précise description des plumes ornementales, datant des années 1870, revient à Wallace :
« De petites touffes de plumes d’un brun fuligineux et d’une longueur de deux pouces, bordées par une large bande d’un vert émeraude foncé, généralement cachées par les ailes, sortent des côtés de la poitrine. L’oiseau peut redresser ces plumets à volonté et les étaler en deux éventails élégants. Les rectrices médianes sont modifiées en fils minces d’une longueur de cinq pouces et forment une jolie courbe. À l’extérieur de ces fils, les barbes externes sont tordues vers l’intérieur en spirales et forment deux boutons brillants et élégants qui pendent cinq pouces au-dessous du corps. Ces deux parures, les plumes de la poitrine et les rectrices terminées en raquettes spiralées sont uniques parmi toutes les espèces d’oiseaux connues sur terre. » (Ottaviani 2012).

## Habitat
Son habitat se présente comme un ensemble de forêts humides de basse altitude, de forêts exposées à la mousson, de forêts-galeries, de lisières de forêts, de forêts secondaires et de zones boisées dégradées, de 0 à 950 m mais surtout entre 300 et 400 m (Frith & Frith 2009).

## Alimentation
Elle se compose de fruits et d’arthropodes dans des proportions inconnues (Frith & Frith 2009).

## Mœurs
Il recherche sa nourriture à différents étages de la végétation, se joignant parfois à des groupes comprenant d’autres paradisiers comme le diphyllode magnifique et des espèces du genre Paradisaea (Frith & Frith 2009).

## Parade nuptiale

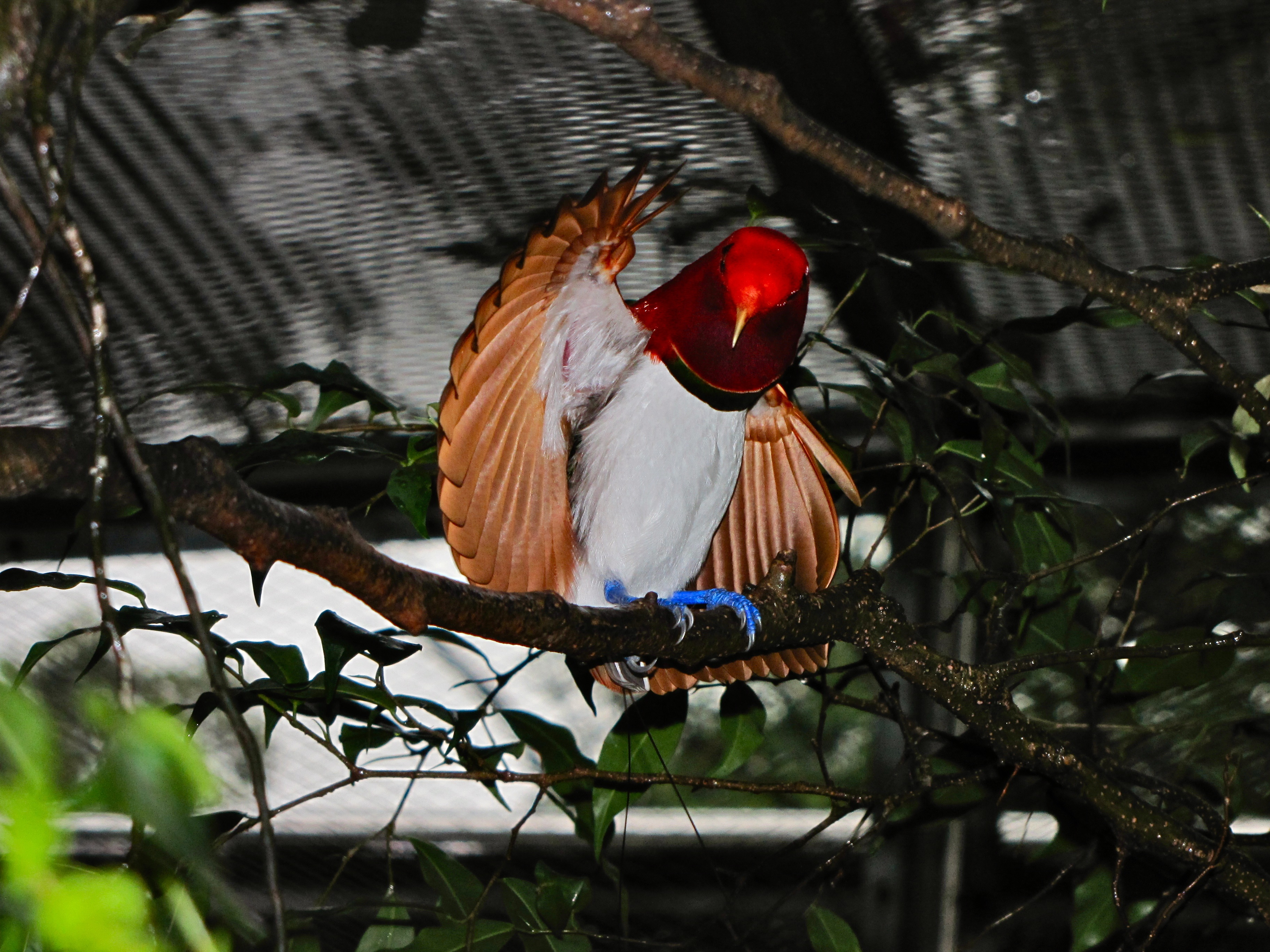
Ailes incurvées

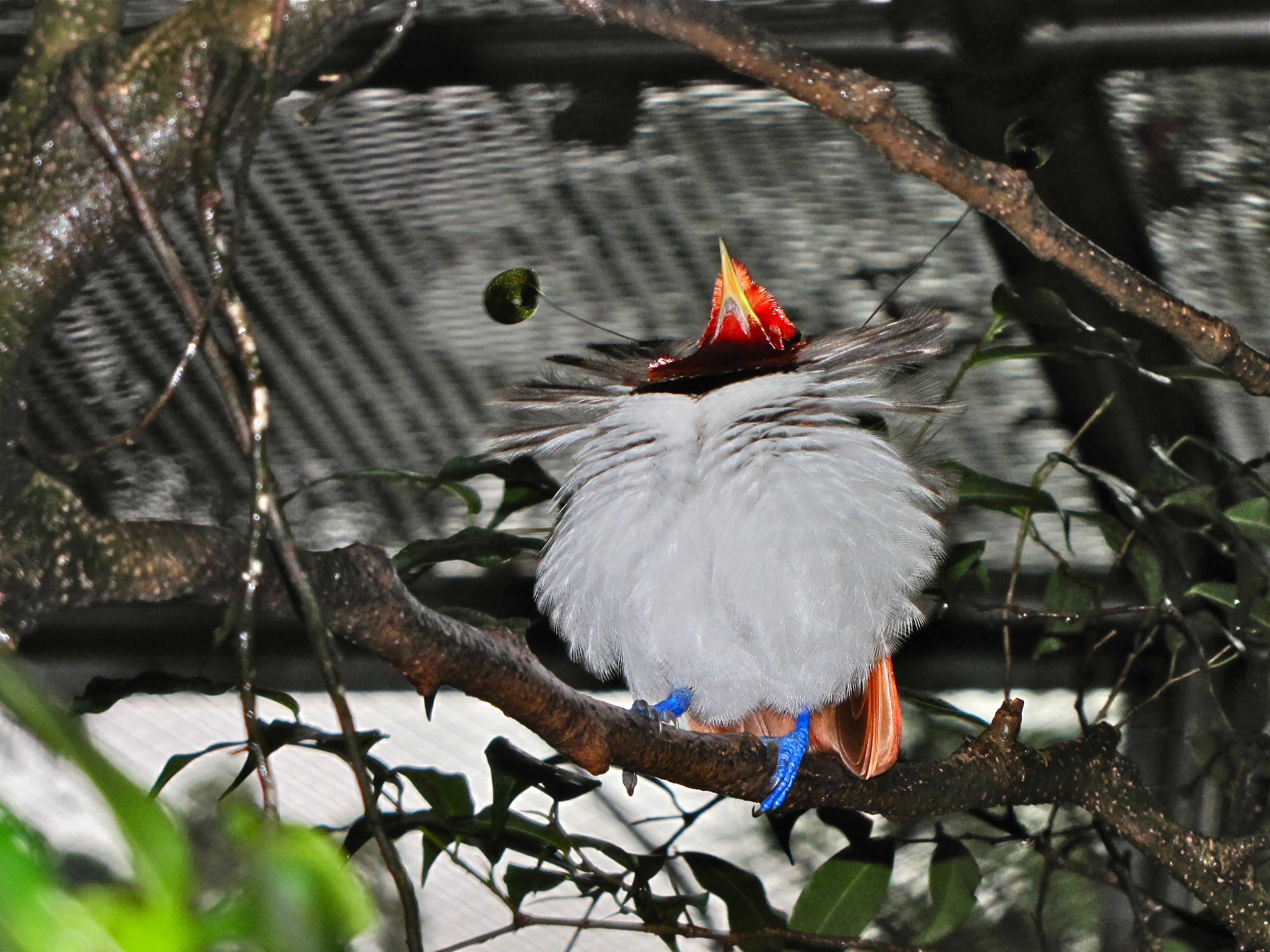
Gonflant son plumage

La parade nuptiale comporte six phases généralement exécutées dans un ordre chronologique. Lors de la phase verticale avec ailes ouvertes, le mâle déploie les ailes en leur imprimant une forme légèrement incurvée et les agite tout en criant. Dans la phase de la danse nuptiale, il gonfle tout son plumage, apparaît plus gros et semble écrasé sur son perchoir. Il déploie ses deux éventails et redresse fortement sa courte queue, les brins se trouvant alors au-dessus de la tête. Il se dandine sur son perchoir en vibrant de tout son corps, les éventails entourant parfois complètement la tête. Puis, il garde la pose tout en produisant un grésillement et exécute la phase de la queue oscillante, ce qui agite violemment les deux disques spiralés. Il passe à la parade horizontale aux ailes ouvertes où il se tient parallèlement au perchoir, ouvre les ailes et les fait vibrer tout en se dandinant plusieurs fois puis il se renverse et se retrouve suspendu, la tête en bas et continue à parader dans cette posture tout en criant et en hochant la tête. Il referme les ailes, affine son plumage et se tient suspendu comme un pendule. Il termine sa parade soit en remontant sur son perchoir soit en se laissant choir dans le vide (Frith & Frith 2009).
Tadashi Shimada (2004) a réussi à filmer la parade complète avec, notamment, la phase de la queue oscillante illustrant bien ce balancement de la courte queue entraînant, tel un métronome, les deux filaments terminés par leur disque dans un mouvement de plus en plus ample et dans un torrent de cris. Cette phase de la parade a déjà été observée mais apparemment jamais filmée auparavant.

## Nidification
Dans les îles Aru, fin-mars 1929, Frost (1930) découvrit un nid à 2 m de hauteur dans un arbre d’une petite forêt. Il était placé dans une cavité du tronc longue de 46 cm et dont le trou d’accès n’avait que 38 mm de diamètre. Le fond était tapissé de lambeaux de palmier et contenait deux œufs blanc rosé striés de brun au gros pôle.

## Statut, conservation
L’espèce n’est pas globalement menacée et même localement commune. Elle est largement distribuée sur l’ensemble de la Nouvelle-Guinée de façon sporadique (Frith & Frith 2009).